# Alfredo Jordán
Alfredo Jordán fue un actor de reparto cinematográfico, teatral y televisivo argentino. 

## Carrera
Jordán fue un importante actor de reparto que actuó en unas 25 películas durante la época de esplendor del cine argentino, brillando junto a primeras figuras como Niní Marshall, Luis Arata, Alberto Bello, Elsa O'Connor, Severo Fernández, Eloisa Cañizares, Silvana Roth, las gemelas Silvia Legrand y Mirtha Legrand, Olinda Bozán, Delia Garcés, entre muchos otros.

## Filmografía
- 1939: Así es la vida
- 1939: Margarita, Armando y su padre
- 1940: Fragata Sarmiento
- 1940: El inglés de los güesos
- 1940: El astro del tango
- 1940: Casamiento en Buenos Aires
- 1940: Dama de compañía
- 1941: El tesoro de la isla Maciel
- 1941: Mamá Gloria
- 1941: Los martes, orquídeas
- 1941: Historia de una noche
- 1942: Adolescencia
- 1942: Historia de crímenes
- 1942: La novia de los forasteros
- 1942: Puertos de ensueño
- 1943: Cándida, la mujer del año
- 1944: El juego del amor y del azar
- 1948: Pasaporte a Río
- 1948: El tango vuelve a París
- 1949: Ángeles de uniforme
- 1951: Martín Pescador
- 1952: Mi noche triste
- 1953: Acorralada
- 1963: Alias Flequillo[2]

## Televisión
En 1954 se lució  en el programa Crucigramas musicales. También hizo un teleteatro junto a Noemí Escalada.

## Teatro
En 1944 participó en una obra del Teatro Astral titulada Si Eva se hubiese vestido dirigida por Antonio Cunill Cabanellas, encabezada por la ·Compañía Gloria Guzmán - Enrique Serrano", junto con Juan Carlos Thorry, Blackie, Emilia Helda, Carlos Castro, Susana Vargas, Amalia Bernabé, Elvira Remet, Julián Bourges, Tomás Hartich y Hugo Míguez.
En 1950 actuó en la obra Canciones y ritmos del mundo, de Marcos Bronenberg, en el Teatro Casino.En el elenco también figuraban Pepe Arias, Gogó Andreu, Blackie, Tito Climent, Margarita Padín, Carmen Idal y Harry Mimmo.